# Càrn an Tuirc
Der Càrn an Tuirc ist ein als Munro eingestufter, 1019 Meter hoher Berg in Schottland. Sein gälischer Name kann in etwa mit Berg des Keilers übersetzt werden. Er liegt in den Grampian Mountains gut zehn Kilometer südlich von Braemar nordöstlich des Cairnwell Pass in der Council Area Aberdeenshire. 

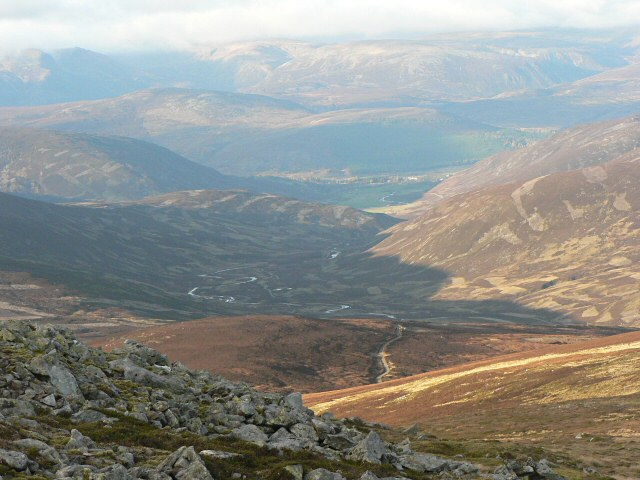
Blick vom Gipfel des Càrn an Tuirc nach Norden in das Glen Callater, im Hintergrund Braemar und die zentralen Cairngorms

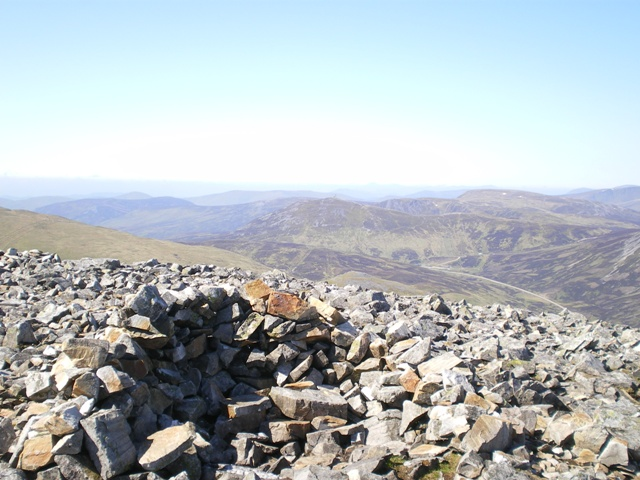
Cairn auf dem Gipfel des Càrn an Tuirc, im Hintergrund die Berglandschaft um den Cairnwell Pass

Östlich des Cairnwell Pass ist der Càrn an Tuirc der nördlichste von vier benachbarten Munros. Der konisch aufgebaute Berg besitzt ein weitläufiges flaches Gipfelplateau, dessen höchster Punkt durch zwei Cairns inmitten eines größeren Steinfelds gekennzeichnet ist. Nach Südosten ist der Càrn an Tuirc über einen breiten Sattel mit dem anschließenden Hochplateau verbunden, über den ein Übergang zu den südlich liegenden Bergen sowie zu den im Osten anschließenden White Mounth möglich ist. Der Sattel wird südwestlich vom tief eingeschnittenen Kar des Allt a’ Chùil Riabhaich und im Nordosten von den steilen Felswänden des Loch Kander begrenzt. Nach Westen schließen sich die ebenfalls steilen und grasigen Hänge in das Garbh Choire an, die teils von Schrofen durchsetzt sind und nach Norden flacher auslaufen. An den Coire Loch Kander schließen sich weitere steile Hänge an, die in einen vom Gipfel des Càrn an Tuirc zunächst nach Nordosten und dann nach Norden verlaufenden breiten Grat übergehen, der sich allmählich sanft bis zum Loch Callater absenkt.
Der hochgelegene Übergang zum anschließenden Plateau ermöglicht gute Übergänge zu den benachbarten Gipfeln. Viele Munro-Bagger besteigen den Càrn an Tuirc daher im Rahmen einer Tour auf mehrere der Munros östlich des Cairnwell Pass. Ausgangspunkt ist meist das Glenshee Ski Centre am Cairnwell Pass, von dort führt ein Zustieg über die südlich benachbarten Munros Glas Maol und Cairn of Claise. Alternativ ist ein direkter Aufstieg über die Westseite des Berges etwa zwei Kilometer nördlich von der A93 abzweigend durch das Garb Choire möglich. Aus dem nördlich gelegenen Glen Callater besteht eine Zustiegsmöglichkeit entlang des langen Nordgrats. Dies erfordert zwar einen längeren Anmarsch, für den die Nutzung eines Mountain-Bike empfohlen wird, vermeidet aber die von vielen Bergsteigern als wenig attraktiv empfundenen Anlagen des Skigebiets am Cairnwell Pass. Ausgangspunkt ist die kleine Ansiedlung Auchallater südlich von Braemar an der A93.